# 调查委员会 (人民代表大会)
调查委员会是全国人民代表大会及其常务委员会以及县级以上的地方各级人民代表大会为查证特定问题而依照法定程序成立的临时性调查组织。
特定问题调查是国家权力机关为正确行使职权就某一专门问题进行的调查活动，是国家权力机关行使监督权的非常措施。特定问题调查权是县级以上人民代表大会的一项重要职权。

## 全国人大及其常委会
1954年《中华人民共和国宪法》第三十五条规定：“全国人民代表大会认为必要的时候，在全国人民代表大会闭会期间全国人民代表大会常务委员会认为必要的时候，可以组织对于特定问题的调查委员会。”“调查委员会进行调查的时候，一切有关的国家机关、人民团体和公民都有义务向它提供必要的材料。”
1954年9月20日第一届全国人民代表大会第一次会议通过的《中华人民共和国全国人民代表大会组织法》第三十条规定：“全国人民代表大会和全国人民代表大会常务委员会依照中华人民共和国宪法第三十五条的规定，可以组织对于特定问题的调查委员会。调查委员会的组织和工作，由全国人民代表大会或者全国人民代表大会常务委员会临时决定。”
1982年12月4日第五届全国人民代表大会第五次会议通过，1982年12月4日全国人民代表大会公告公布施行的《中华人民共和国宪法》第七十一条规定：“全国人民代表大会和全国人民代表大会常务委员会认为必要的时候，可以组织关于特定问题的调查委员会，并且根据调查委员会的报告，作出相应的决议。”“调查委员会进行调查的时候，一切有关的国家机关、社会团体和公民都有义务向它提供必要的材料。”
1982年12月10日第五届全国人民代表大会第五次会议通过，1982年12月10日全国人民代表大会公告公布施行的《中华人民共和国全国人民代表大会组织法》第三十八条规定：“全国人民代表大会或者全国人民代表大会常务委员会可以组织对于特定问题的调查委员会。调查委员会的组织和工作，由全国人民代表大会或者全国人民代表大会常务委员会决定。”
1989年4月4日第七届全国人民代表大会第二次会议通过，1989年4月4日，中国国家主席杨尚昆签署中华人民共和国主席令第十七号公布施行的《中华人民共和国全国人民代表大会议事规则》第三十九条规定：“主席团、三个以上的代表团或者十分之一以上的代表，可以提出对于全国人民代表大会常务委员会的组成人员，中华人民共和国主席、副主席，国务院的组成人员，中央军事委员会的组成人员，最高人民法院院长和最高人民检察院检察长的罢免案，由主席团交各代表团审议后，提请大会全体会议表决；或者依照本规则第六章的规定，由主席团提议，经大会全体会议决定，组织调查委员会，由全国人民代表大会下次会议根据调查委员会的报告审议决定。”
《中华人民共和国全国人民代表大会议事规则》第六章为“调查委员会”，具体规定了调查委员会的组织和工作。
- 第四十五条：“全国人民代表大会认为必要的时候，可以组织关于特定问题的调查委员会。”
- 第四十六条：“主席团、三个以上的代表团或者十分之一以上的代表联名，可以提议组织关于特定问题的调查委员会，由主席团提请大会全体会议决定。”“调查委员会由主任委员、副主任委员若干人和委员若干人组成，由主席团在代表中提名，提请大会全体会议通过。调查委员会可以聘请专家参加调查工作。”
- 第四十七条：“调查委员会进行调查的时候，一切有关的国家机关、社会团体和公民都有义务如实向它提供必要的材料。提供材料的公民要求调查委员会对材料来源保密的，调查委员会应当予以保密。”“调查委员会在调查过程中，可以不公布调查的情况和材料。”
- 第四十八条：“调查委员会应当向全国人民代表大会提出调查报告。全国人民代表大会根据调查委员会的报告，可以作出相应的决议。”“全国人民代表大会可以授权全国人民代表大会常务委员会在全国人民代表大会闭会期间，听取调查委员会的调查报告，并可以作出相应的决议，报全国人民代表大会下次会议备案。”[6]

全国人民代表大会及其常务委员会迄今尚未组织过调查委员会。

## 县级以上的地方各级人民代表大会
1986年12月2日第六届全国人民代表大会常务委员会第十八次会议通过，1986年12月2日中华人民共和国主席令第四十八号公布施行的《全国人民代表大会常务委员会关于修改《中华人民共和国地方各级人民代表大会和地方各级人民政府组织法》的决定》增加第二十六条：“县级以上的地方各级人民代表大会及其常务委员会可以组织对于特定问题的调查委员会。”这是县级以上地方各级人大及其常委会首次享有特定问题调查权。 
1995年2月28日第八届全国人民代表大会常务委员会第十二次会议通过，1995年2月28日中华人民共和国主席令第三十七号公布施行的《关于修改〈中华人民共和国地方各级人民代表大会和地方各级人民政府组织法〉的决定》将第二十一条改为第二十六条，增加第五款：“向县级以上的地方各级人民代表大会提出的罢免案，由主席团交会议审议后，提请全体会议表决；或者由主席团提议，经全体会议决定，组织调查委员会，由本级人民代表大会下次会议根据调查委员会的报告审议决定。”
第二十六条改为第三十一条，修改为：“县级以上的地方各级人民代表大会可以组织关于特定问题的调查委员会。”“主席团或者十分之一以上代表书面联名，可以向本级人民代表大会提议组织关于特定问题的调查委员会，由主席团提请全体会议决定。”“调查委员会由主任委员、副主任委员和委员组成，由主席团在代表中提名，提请全体会议通过。”“调查委员会应当向本级人民代表大会提出调查报告。人民代表大会根据调查委员会的报告，可以作出相应的决议。人民代表大会可以授权它的常务委员会听取调查委员会的调查报告，常务委员会可以作出相应的决议，报人民代表大会下次会议备案。”
增加第五十二条：“主任会议或者五分之一以上的常务委员会组成人员书面联名，可以向本级人民代表大会常务委员会提议组织关于特定问题的调查委员会，由全体会议决定。”“调查委员会由主任委员、副主任委员和委员组成，由主任会议在常务委员会组成人员和其他代表中提名，提请全体会议通过。”“调查委员会应当向本级人民代表大会常务委员会提出调查报告。常务委员会根据调查委员会的报告，可以作出相应的决议。”
县级以上的地方各级人民代表大会曾组织过调查委员会。例如1988年1月26日至2月1日召开的陕西省第六届人民代表大会第六次会议上，86名代表提出对陕西省人民检察院检察长冀玉锁的罢免案，经代表审议后认为罢免理由中涉及的事实需调查后再审议。为此，会议通过了大会主席团关于成立《罢免冀玉锁陕西省人民检察院检察长职务案》调查委员会的建议，授权省人大常委会组成调查委员会。2月13日，陕西省第六届人大常委会第二十九次会议通过了关于罢免省检察院检察长职务问题调查委员会组成人员名单，由省人大常委会3名副主任、5名专职委员组成调查委员会。调查委员会调查认为，罢免案中所提情况基本属实，但考虑到该检察长换届后已不再被提名任检察长，而罢免案中提及的两个案件又是在受干预下决定的，责任不全在检察长，故建议不予罢免。调查委员会提出调查报告后，在1988年5月18日至6月3日召开的陕西省第七届人民代表大会第一次会议上，冀玉锁就罢免案中所提情况向人代会检查，由大会主席团提出不予罢免的建议，经多数代表讨论同意后，不再对罢免案表决。

## 监督法中的规定
2006年8月27日第十届全国人民代表大会常务委员会第二十三次会议通过的《中华人民共和国各级人民代表大会常务委员会监督法》第七章“特定问题调查”专门规定了调查委员会的组织和工作。
- 第三十九条：“各级人民代表大会常务委员会对属于其职权范围内的事项，需要作出决议、决定，但有关重大事实不清的，可以组织关于特定问题的调查委员会。”
- 第四十条：“委员长会议或者主任会议可以向本级人民代表大会常务委员会提议组织关于特定问题的调查委员会，提请常务委员会审议。”“五分之一以上常务委员会组成人员书面联名，可以向本级人民代表大会常务委员会提议组织关于特定问题的调查委员会，由委员长会议或者主任会议决定提请常务委员会审议，或者先交有关的专门委员会审议、提出报告，再决定提请常务委员会审议。”
- 第四十一条：“调查委员会由主任委员、副主任委员和委员组成，由委员长会议或者主任会议在本级人民代表大会常务委员会组成人员和本级人民代表大会代表中提名，提请常务委员会审议通过。调查委员会可以聘请有关专家参加调查工作。”“与调查的问题有利害关系的常务委员会组成人员和其他人员不得参加调查委员会。”
- 第四十二条：“调查委员会进行调查时，有关的国家机关、社会团体、企业事业组织和公民都有义务向其提供必要的材料。”“提供材料的公民要求对材料来源保密的，调查委员会应当予以保密。”“调查委员会在调查过程中，可以不公布调查的情况和材料。”
- 第四十三条：“调查委员会应当向产生它的常务委员会提出调查报告。常务委员会根据报告，可以作出相应的决议、决定。”[10]

另外第八章“撤职案的审议和决定”第四十五条还规定：“县级以上地方各级人民代表大会常务委员会五分之一以上的组成人员书面联名，可以向常务委员会提出对本法第四十四条所列国家机关工作人员的撤职案，由主任会议决定是否提请常务委员会会议审议；或者由主任会议提议，经全体会议决定，组织调查委员会，由以后的常务委员会会议根据调查委员会的报告审议决定。”